# Meganola
Meganola is een geslacht van vlinders van de familie visstaartjes (Nolidae).

## Soorten
- M. albula

Groot visstaartje (Denis & Schiffermüller, 1775)
- M. alterocosta de Toulgoët, 1983
- M. arcanalis (de Toulgoët, 1962)
- M. biangulata (de Toulgoët, 1954)
- M. bifuscatalis de Toulgoët, 1983
- M. bilineatalis (de Toulgoët, 1962)
- M. bryophiloides (Butler, 1882)
- M. convexalis (de Toulgoët, 1962)
- M. costisquamosa (de Toulgoët, 1954)
- M. cramboidalis de Toulgoët, 1983
- M. cretacea (Hampson, 1914)
- M. decaryi (de Toulgoët, 1955)
- M. dilutalis (de Toulgoët, 1962)
- M. erythrinalis (de Toulgoët, 1962)
- M. funebralis (de Toulgoët, 1962)
- M. gibeauxi de Toulgoët, 1983
- M. gigantula (Staudinger, 1879)
- M. herbuloti de Toulgoët, 1976
- M. heteroscota (de Toulgoët, 1954)
- M. impura (Mann, 1862)
- M. incana (Saalmüller, 1884)
- M. incertalis de Toulgoët, 1983
- M. inexpectalis (de Toulgoët, 1962)
- M. infumatalis de Toulgoët, 1983
- M. infuscata (Hampson, 1903)
- M. infuscatalis (de Toulgoët, 1962)
- M. insolitalis de Toulgoët, 1983
- M. integralis de Toulgoët, 1983
- M. jacobi Agassiz, 2009
- M. kolbi (Daniel, 1935)
- M. leucomelas (de Toulgoët, 1954)
- M. lucia (van Son, 1933)
- M. marojejy de Toulgoët, 1983
- M. medialis (de Toulgoët, 1962)
- M. mediofracta (de Toulgoët, 1954)

- M. mediolinealis (de Toulgoët, 1962)
- M. melanosticta (Hampson, 1914)
- M. millotalis (de Toulgoët, 1966)
- M. modestalis (de Toulgoët, 1962)
- M. nanula (de Toulgoët, 1954)
- M. nigromixtalis (de Toulgoët, 1962)
- M. nivatalis (de Toulgoët, 1966)
- M. nudalis (de Toulgoët, 1962)
- M. palpalis (de Toulgoët, 1966)
- M. paulianalis (de Toulgoët, 1962)
- M. pictalis de Toulgoët, 1983
- M. polychroma (de Toulgoët, 1956)
- M. pseudomajor (de Toulgoët, 1966)
- M. reubeni Agassiz, 2009
- M. rubiginealis (de Toulgoët, 1962)
- M. rufomixtalis (de Toulgoët, 1962)
- M. saalmuelleri (de Toulgoët, 1962)
- M. sogalis (de Toulgoët, 1966)
- M. strigula

Donker visstaartje (Denis & Schiffermüller, 1775)
- M. subalbalis (Zeller, 1852)
- M. tessallalis de Toulgoët, 1983
- M. togatulalis

Zwartlijnvisstaartje (Hübner, 1796)
- M. venosalis (de Toulgoët, 1954)
- M. venustula (de Toulgoët, 1954)
- M. viettealis de Toulgoët, 1983
- M. vieui (de Toulgoët, 1962)